# Kromme Brug
De Kromme Brug is een betonnen liggerbrug over het Schipdonkkanaal in Deinze. De brug ligt in de N466b, die samen met de N466a een omleiding is voor de N466 (verbinding Deinze - Gent) na de aanleg van het Schipdonkkanaal.
De brug bestaat uit drie overspanningen: twee zij-overspanningen van 35 m en een middenoverspanning over het kanaal van 51 m. De totale lengte bedraagt 121 m, de breedte is 14 m.
De brug werd genoemd naar zijn vorm. De beide aanloophellingen vertrekken parallel met het kanaal, terwijl die bij een klassieke brug haaks op het kanaal staan. Dit is een elegante oplossing indien er weinig plaats is in de omgeving van het kanaal. De straal van de kromming van de brug bedraagt 62 m. Door deze specifieke vorm krijgt de brug in de volksmond de bijnaam Bananenbrug.

## Geschiedenis
De brug werd gebouwd in 1977
In 2024 wordt een afgescheiden dubbelrichtingsfietspad aangelegd, ter vervanging van twee aanliggende fietsstrookjes.